# 金草
金草（学名：Hedyotis acutangula）为茜草科耳草属下的一个种。

## 扩展阅读
維基物種上的相關：金草